# Универзитетска дечја клиника (зграда)
Универзитетска дечја клиника се налази у Београду, на територији градске општине Савски венац. Зграда клинике представља непокретно културно добро као споменик културе.
Зграда је подигнута у периоду од 1936. до 1940-41. године по пројекту архитекте Милана Злоковића за смештај Универзитетске дечје клинике која је тада представљала самосталну здравствену установу. Од основања, 1924. године, установа Дечје клинике добија сопствени наменски изграђен објекат, пројектован да примени и у потпуности развије своју основну функцију. Зграда у српској архитектури представља пример доследне примене и употребе архитектонских елемената модернистичког правца.
Универзитетска дечја клиника представља врхунац развоја модернизма као посебног покрета у архитектонској теорији и пракси.
На месту зграде, раније се налазила некоришћена астрономска опсерваторија. Рад у њој је почео пред крај 1940, тиме што су у високом приземљу, у великој чекаоници амбуланте, извођена предавања а потпуно уређење остатка зграде је очекивано у наредних годину дана.